# Manden på risten
Manden på risten er en dansk sang i tre vers med tekst af Aage Steffensen og melodi af Michael Carr, udgivet i 1936.
Den udkom i forbindelse med Apollorevyen samme år og blev fremført af skuespilleren Carl Alstrup. Sangen handler om den fattige Jensen, der i lighed med Københavns andre mindrebemidlede under 1930'ernes krise, må nøjes med at stå uden for den fine restaurant Wivex og nyde lydene og duftene derindefra. Wivex lå på Vesterbrogade tæt ved Tivoli.
"Risten" i sangen er en reference til den varmerist, der befandt sig ved restaurantens bagindgang, hvor de hjemløse kunne stå og få en smule varme. I Højskolesangbogen har man udeladt vers 2, da de to øvrige vers alene, ifølge Sangbogsudvalget, gør sangen mere almen og tidsløs.

## Eftertiden
Udover Carl Alstrups version fra 1936, har også Hans Kurt, Sigfred Johansen, Bjarne Liller med Papa Bues Viking Jazzband og Four Jacks indspillet deres egne versioner af nummeret.

## Eksternt link
- Carl Alstrup synger "Manden på risten" i samarbejde med Apolloteatrets orkester – youtube.com